# يو إف سي ليلة القتال: ريفيرا ضد مورايس
يو إف سي ليلة القتال: ريفيرا ضد مورايس (بالإنجليزية: UFC Fight Night: Rivera vs. Moraes)‏ هو حدث لفنون القتال المختلطة نظمته يو إف سي، أُقيم في 1 يونيو 2018، على بنك أديرونداك سنتر في أوتيكا، نيويورك، الولايات المتحدة.